# Шомон-ан-Вексен
Шомон-ан-Вексен (фр. Chaumont-en-Vexin) — коммуна на севере Франции, в департаменте Уаза. Находится в регионе О-де-Франс, округ Бове, центр одноименного кантона. Расположена в 27 км к юго-западу от Бове. На западе коммуны находится железнодорожная станция Шомон-ан-Вексен линии Сен-Дени―Дьеп.
Население (2018) — 3 305 человек.

## Достопримечательности
- Центральная площадь и здание мэрии ― бывший монастырь
- Церковь Святого Иоанна Крестителя XVI века в стиле пламенеющей готики
- Шато де Бертишер (Château de Bertichères) XVI-XVII веков

## Экономика
Структура занятости населения:
- сельское хозяйство — 0,4 %
- промышленность — 8,7 %
- строительство — 4,3 %
- торговля, транспорт и сфера услуг — 35,5 %
- государственные и муниципальные службы — 51,1 %

Уровень безработицы (2017) — 11,4 % (Франция в целом — 13,4 %, департамент Уаза — 13,8 %). 

Среднегодовой доход на 1 человека, евро (2018) — 22 190 (Франция в целом — 21 730, департамент Уаза — 22 150).

## Демография
Динамика численности населения, чел.

## Администрация
Пост мэра Шомон-ан-Вексена с 2020 года занимает Эмманюэль Ламарк (Emmanuelle Lamarque). На муниципальных выборах 2020 года возглавляемый ею список победил в 1-м туре, получив 51,69 % голосов.
| Период | Период | Фамилия          | Партия                                           | Примечания                                             |
| ------ | ------ | ---------------- | ------------------------------------------------ | ------------------------------------------------------ |
| 1971   | 1983   | Жак Блондо       | Разные правые Объединение в поддержку Республики | страховой агент, член Генерального совета департамента |
| 1983   | 1992   | Жорж Коста       |                                                  | профессор колледжа                                     |
| 1992   | 2020   | Пьер Рамбур      | Разные правые                                    | специалист по системам отопления                       |
| 2020   |        | Эмманюэль Ламарк | Разные правые                                    | домохозяйка                                            |

## Галерея

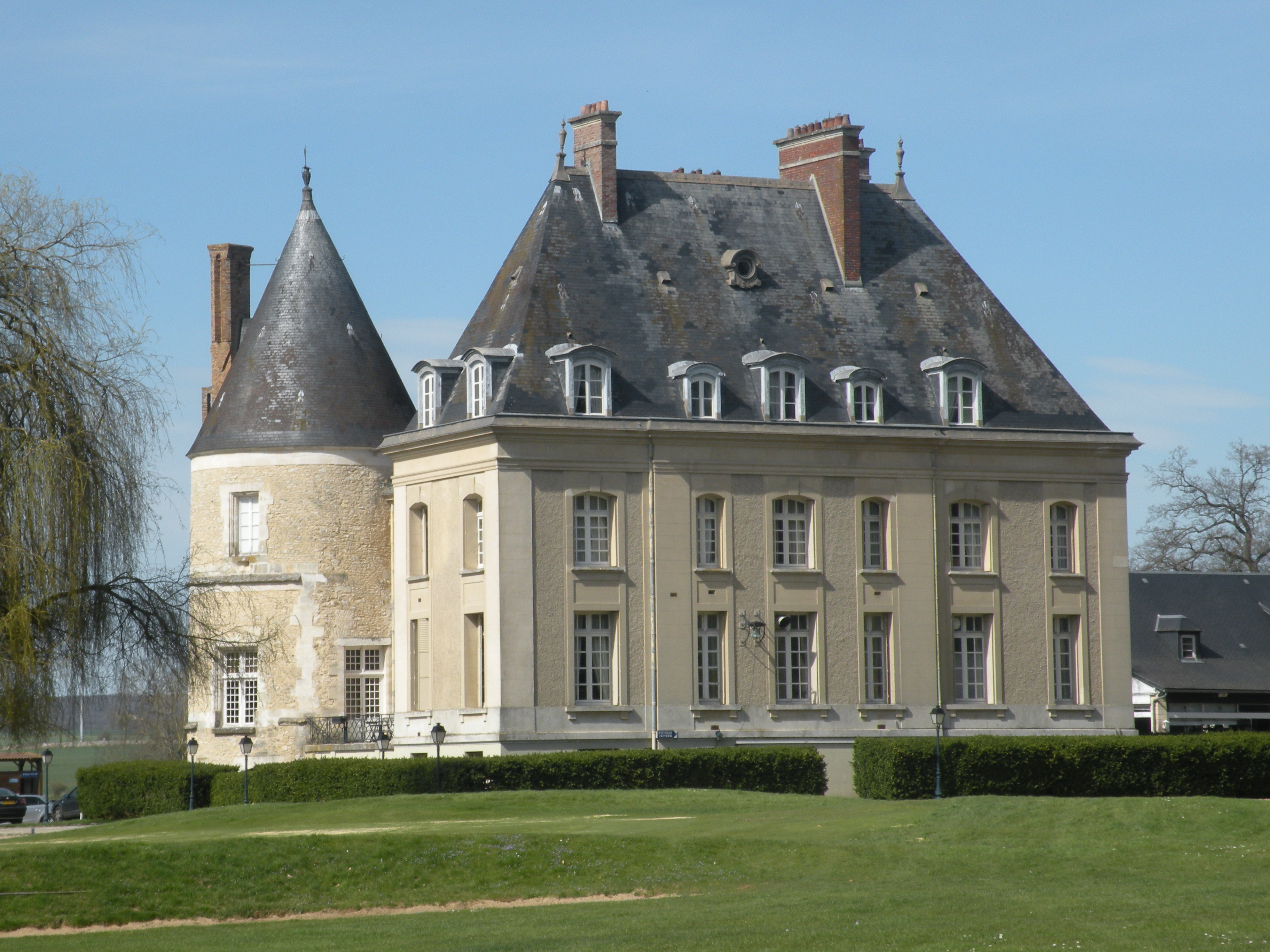
Шато Бертишер
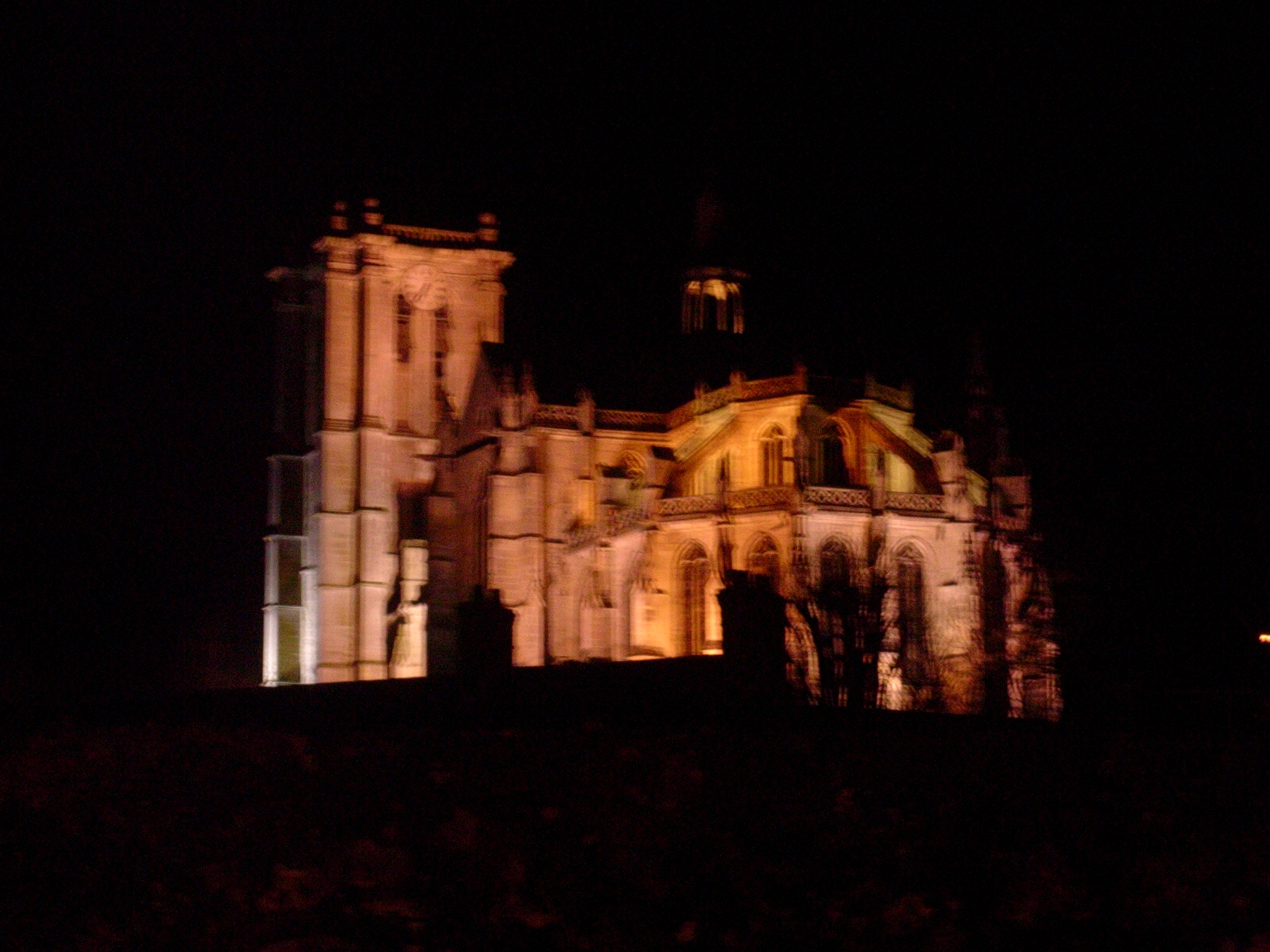
Церковь Святого Иоанна Крестителя ночью
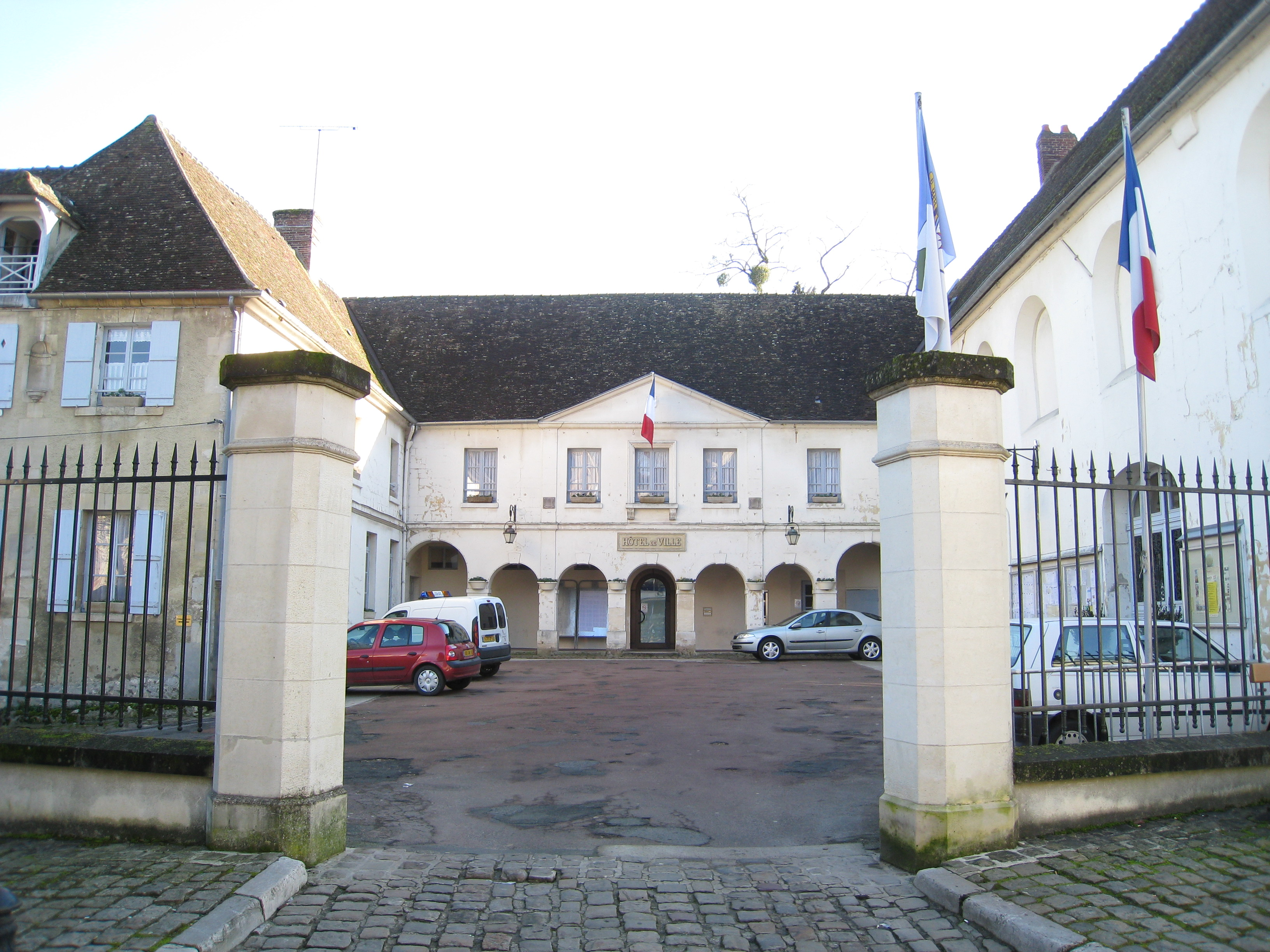
Здание мэрии

1. 1 2  база данных о французских коммунах — Национальный географический институт Франции, 2015.